# KkStB 3.0
Die kkStB 3.0 waren Gepäcktriebwagen der k.k. österreichischen Staatsbahnen (kkStB), welche ursprünglich von der Österreichischen Nordwestbahn und der Kremsierer Eisenbahn stammten. 

## kkStB 3.001
Der kkStB 3.001 wurde für die ÖNWB auf Vorschlag ihres Oberinspektors Anton Elbel 1879 von der Lokomotivfabrik Floridsdorf gebaut, um auf den Nebenstrecken eine effiziente Abwicklung des Verkehrs zu ermöglichen.
Die kleine Dampflokomotive mit der Nummer ÖNWB 401, die die Reihe ÖNWB IXa bildete, hatte daher auch einen Gepäckraum integriert.
Betrieblich war man mit der Maschine zufrieden, da sie schon kostendeckend eingesetzt werden konnte, wenn nur 20 Passagiere zu befördern waren. Es wurde sogar gestattet, dass die Lokomotive von nur einem Mann geführt wurde.
Nach der Übernahme der ÖNWB durch die kkStB 1909 wurde die Gepäcklokomotive als kkStB 3.001 eingereiht.
Im Zuge der Ausmusterung von sechs Gepäcklokomotiven in der Zeit von 1909 bis 1912 kam die 3.001 ins Österreichische Eisenbahnmuseum. Das Fahrzeug wurde aber 1920 gegen eine Zahnradlokomotive der Gaisbergbahn getauscht und verschrottet.

## kkStB 3.002
Im Jahre 1880 beschaffte die Kremsierer Eisenbahn einen Elbel-Gepäcktriebwagen ähnlich dem ÖNWB 401 (siehe oben), der allerdings wegen engerer Kurvenradien einen kürzeren Radstand hatte. Andere kleine Unterschiede sind den Tabellen zu entnehmen.
Die Kremsierer Eisenbahn kam schließlich zur KFNB, die die Gepäcklokomotive in ihre Reihe IX mit der Nummer 901 und dem Namen FÜRSTENBERG einreihte. Als 1906 die KFNB in der kkStB aufging, erhielt das Fahrzeug die Nummer kkStB 3.002. Die kkStB musterte es aber schon 1912 aus.